# الساندرو بلری
الساندرو بلری (انگلیسی: Alessandro Belleri؛ زادهٔ ۱۰ فوریهٔ ۱۹۸۵) بازیکن فوتبال اهل ایتالیا است.
از باشگاه‌هایی که در آن بازی کرده‌است می‌توان به باشگاه فوتبال آولینو اشاره کرد.
وی همچنین در تیم ملی فوتبال Italy U-20 Serie C بازی کرده‌است.